# Noumeaella kristenseni
Noumeaella kristenseni (Ev. Marcus & Er. Marcus, 1963) è un mollusco nudibranchio della famiglia Facelinidae.